# Tylopoma
Tylopoma is een geslacht van uitgestorven weekdieren uit de klasse van de Gastropoda (slakken). Exemplaren van dit geslacht zijn slechts als fossiel bekend.

## Soorten
- Tylopoma alta (Papaianopol & Macaleț, 2006) †
- Tylopoma avellana (Neumayr, 1869) †
- Tylopoma bengestiensis (Fontannes, 1887) †
- Tylopoma cimmerica Anistratenko, 1993 †
- Tylopoma costata Gozhik, 2002 †
- Tylopoma duabica Anistratenko, 1993 †
- Tylopoma elegans Brusina, 1902 †
- Tylopoma falconensis (Papaianopol & Macaleț, 2006) †
- Tylopoma melanthopsis (Brusina, 1874) †
- Tylopoma moesica (Papaianopol & Macaleț, 2006) †
- Tylopoma moquiensis Anistratenko, 1993 †
- Tylopoma orientalis (Papaianopol & Macaleț, 1999) †
- Tylopoma sola Gozhik, 2002 †
- Tylopoma speciosa (Cobălcescu, 1883) †